# Рахункові гроші
Рахункові гроші — термін, що характеризує грошові одиниці як загальновизнану міру вартості товарів і послуг, величини боргових зобов'язань, курсів цінних паперів тощо. Рахункові гроші є певним спільним знаменником, з якого виражається співвідношення цін товарів та послуг між собою. Рахункові гроші — це певна ідеальна грошова одиниця, буття якої ґрунтується на її зв'язку з грошовою масою і товарним обігом. Рахункові гроші, як міра вартості, протиставляються реальним грошам, як засобу обігу. У безготівкових розрахунках гроші виступають як рахункові гроші.
Зазвичай рахунковими грошима служать національні грошові одиниці (гривня, долар, євро тощо), але в історії відомі випадки, коли як рахункові гроші використовували товари або гроші, розрахунок витрат за допомогою яких проводився лише подумки або за допомогою записів на банківських рахунках (худоба в Стародавній Греції, банківський флорин Амстердамського банку в XVII столітті, гінея у Великій Британії від 1816 року та інші).
Рахункові гроші з'явилися в процесі відокремлення різних грошових функцій. Назви низки національних грошових одиниць раніше відповідали вазі благородного металу, з якого складалися монети (наприклад англійський фунт стерлінгів був фунтом срібла). З розвитком грошового обігу вміст благородних металів у монетах зменшувався (наприклад, через стирання монет в обігу), при цьому вагова назва зберігалася. Відносної незалежності і функціональної самостійності рахункові гроші стали набувати після того, як грошові одиниці із золота й срібла, стали набувати форми банківських білетів і паперових грошей різних держав. У підсумку металеві гроші були практично витіснені з обігу.
За розвиненого товарного виробництва вартість товарів виражається не за допомогою загального еквівалента, а в ідеальних рахункових грошах, забезпечених певною кількістю золота. Карл Маркс писав: «Гроші як міра вартості виражені не у вагових частках дорогоцінного металу, а в рахункових грошах, довільних назвах відповідних частин деякої певної кількості грошової субстанції». Маркс критикував інших економістів, які заперечували зв'язок рахункових грошей з фізичними властивостями реального грошового матеріалу.
Сфера застосування і значення рахункових грошей зросли з розвитком кредитних відносин, зростанням обсягу безготівкових розрахунків та появою електронних грошей.